# Костешино (Борисцевское сельское поселение)
Костешино  — деревня в Торжокском районе Тверской области. Входит в состав Борисцевского сельского поселения.

## География
Находится в центральной части Тверской области на расстоянии приблизительно 4 км на юго-запад по прямой от районного центра города Торжок.

## История
Деревня была отмечена еще на карте 1825 года. В 1859 году здесь (деревня Новоторжского уезда Тверской губернии) было учтено 27 дворов, в 1941 — 67.

## Население
Численность населения: 232 человека (1859 год), 56 (русские 93 %) в 2002 году, 56 в 2010.